# Psapharochrus galapagoensis
Psapharochrus galapagoensis är en skalbaggsart. Psapharochrus galapagoensis ingår i släktet Psapharochrus och familjen långhorningar.

## Underarter
Arten delas in i följande underarter:
- P. g. galapagoensis
- P. g. vonhageni
- P. g. williamsi